# Discografia di Anne-Marie
La discografia di Anne-Marie, cantante britannica, comprende due album in studio, un EP e oltre trenta singoli.

## Album in studio
| Anno                                                         | Titolo e dettagli | Classifiche | Classifiche | Classifiche | Classifiche | Classifiche | Classifiche | Classifiche | Classifiche | Classifiche | Classifiche | Certificazioni                              |
| Anno                                                         | Titolo e dettagli | UK          | AUS         | AUT         | CAN         | GER         | IRL         | ITA         | SWE         | SWI         | USA         | Certificazioni                              |
| ------------------------------------------------------------ | --- | ----------- | ----------- | ----------- | ----------- | ----------- | ----------- | ----------- | ----------- | ----------- | ----------- | ------------------------------------------- |
| 2018                                                         | Speak Your Mind - Pubblicazione: 27 aprile 2018 - Etichetta: Major Tom's, Asylum - Formati: CD, LP, download digitale, streaming | 3           | 18          | 14          | 16          | 24          | 4           | 78          | 33          | 10          | 31          | - UK: Platino - CAN: Platino - USA: Platino |
| 2021                                                         | Therapy - Pubblicazione: 23 luglio 2021 - Etichetta: Major Tom's, Asylum - Formati: CD, LP, MC, download digitale, streaming     | 2           | 15          | —           | —           | 22          | 4           | —           | —           | 36          | —           | - UK: Oro                                   |
| 2023                                                         | Unhealthy - Pubblicazione: 28 luglio 2023 - Etichetta: Major Tom's, Asylum - Formati: CD, LP, MC, download digitale, streaming   | 2           | —           | —           | —           | —           | 11          | —           | —           | —           | —           |                                             |
| "—" indica una pubblicazione non classificata in quel paese. | |             |             |             |             |             |             |             |             |             |             |                                             |

## Extended play
| Anno | Titolo |
| ---- | --- |
| 2015 | Karate - Pubblicazione: 10 luglio 2015 - Etichetta: Major Tom's, Asylum - Formati: CD, download digitale, streaming |

## Singoli

### Come artista principale
| Anno                                                         | Titolo                                            | Classifiche | Classifiche | Classifiche | Classifiche | Classifiche | Classifiche | Classifiche | Classifiche | Classifiche | Classifiche | Album di provenienza             |
| Anno                                                         | Titolo                                            | UK          | AUS         | AUT         | CAN         | GER         | IRL         | ITA         | SWE         | SWI         | USA         | Album di provenienza             |
| ------------------------------------------------------------ | ------------------------------------------------- | ----------- | ----------- | ----------- | ----------- | ----------- | ----------- | ----------- | ----------- | ----------- | ----------- | -------------------------------- |
| 2015                                                         | Karate                                            | —           | —           | —           | —           | —           | —           | —           | —           | —           | —           | Karate                           |
| 2015                                                         | Gemini                                            | —           | —           | —           | —           | —           | —           | —           | —           | —           | —           | Karate                           |
| 2015                                                         | Boy                                               | —           | —           | —           | —           | —           | —           | —           | —           | —           | —           | /                                |
| 2015                                                         | Do It Right                                       | 90          | 22          | —           | —           | —           | —           | —           | —           | —           | —           | /                                |
| 2016                                                         | Alarm                                             | 16          | 7           | 26          | 97          | 27          | 23          | 36          | 57          | 62          | 103         | Speak Your Mind                  |
| 2017                                                         | Ciao adios                                        | 9           | 80          | 65          | —           | 23          | 13          | —           | —           | 64          | —           | Speak Your Mind                  |
| 2017                                                         | Either Way (con Snakehips feat. Joey Badass)      | 47          | 64          | —           | —           | —           | —           | —           | —           | —           | —           | /                                |
| 2017                                                         | Heavy                                             | 37          | —           | —           | —           | —           | 51          | —           | —           | —           | —           | Speak Your Mind                  |
| 2017                                                         | Then                                              | 87          | —           | —           | —           | —           | —           | —           | —           | —           | —           | Speak Your Mind                  |
| 2018                                                         | Friends (con Marshmello)                          | 4           | 4           | 1           | 5           | 1           | 3           | 23          | 5           | 4           | 11          | Speak Your Mind                  |
| 2018                                                         | 2002                                              | 3           | 4           | 9           | 49          | 18          | 2           | —           | 30          | 18          | 104         | Speak Your Mind                  |
| 2018                                                         | Perfect to Me                                     | 41          | —           | —           | —           | —           | 34          | —           | —           | —           | —           | Speak Your Mind                  |
| 2018                                                         | Rewrite the Stars (con James Arthur)              | 7           | 67          | —           | —           | 100         | 12          | —           | 27          | 44          | —           | The Greatest Showman: Reimagined |
| 2020                                                         | Birthday                                          | 31          | —           | —           | —           | —           | 40          | —           | —           | —           | —           | /                                |
| 2020                                                         | To Be Young (feat. Doja Cat)                      | 74          | —           | —           | —           | —           | 73          | —           | —           | —           | —           | /                                |
| 2021                                                         | Don't Play (con KSI e Digital Farm Animals)       | 2           | —           | —           | —           | —           | 9           | —           | —           | —           | —           | Therapy                          |
| 2021                                                         | Way Too Long (con Nathan Dawe e MoStack)          | 37          | —           | —           | —           | —           | 37          | —           | —           | —           | —           | Therapy                          |
| 2021                                                         | Our Song (con Niall Horan)                        | 13          | 51          | —           | —           | —           | 7           | —           | —           | —           | —           | Therapy                          |
| 2021                                                         | Kiss My (Uh-Oh) (con le Little Mix)               | 10          | —           | —           | —           | —           | 13          | —           | —           | —           | —           | Therapy                          |
| 2022                                                         | I Just Called (con Neiked e Latto)                | 99          | —           | —           | —           | —           | —           | —           | —           | —           | —           | /                                |
| 2022                                                         | Psycho (con Aitch)                                | 5           | —           | —           | —           | —           | 8           | —           | —           | —           | —           | Unhealthy                        |
| 2023                                                         | Sad Bitch                                         | 65          | —           | —           | —           | —           | —           | —           | —           | —           | —           | Unhealthy                        |
| 2023                                                         | Expectations (con Minnie delle (G)I-dle)          | —           | —           | —           | —           | —           | —           | —           | —           | —           | —           | Unhealthy                        |
| 2023                                                         | Baby Don't Hurt Me (con David Guetta e Coi Leray) | 13          | —           | 13          | 15          | 9           | 10          | 28          | 36          | 6           | 48          | /                                |
| 2023                                                         | Unhealthy (feat. Shania Twain)                    | 18          | —           | —           | —           | —           | 10          | —           | —           | —           | —           | Unhealthy                        |
| 2023                                                         | Trainwreck                                        | —           | —           | —           | —           | —           | —           | —           | —           | —           | —           | Unhealthy                        |
| 2023                                                         | Coming Your Way (con Michaël Brun e Becky G)      |             |             |             |             |             |             |             |             |             |             |                                  |
| 2024                                                         | Cry Baby (con Clean Bandit e David Guetta)        |             |             |             |             |             |             |             |             |             |             |                                  |
| "—" indica una pubblicazione non classificata in quel paese. |                                                   |             |             |             |             |             |             |             |             |             |             |                                  |

### Come artista ospite
| Anno                                                           | Titolo                                                            | Classifiche | Classifiche | Classifiche | Classifiche | Classifiche | Classifiche | Classifiche | Classifiche | Classifiche | Classifiche | Album di provenienza                       |
| Anno                                                           | Titolo                                                            | UK          | AUS         | AUT         | CAN         | GER         | IRL         | ITA         | SWE         | SWI         | USA         | Album di provenienza                       |
| -------------------------------------------------------------- | ----------------------------------------------------------------- | ----------- | ----------- | ----------- | ----------- | ----------- | ----------- | ----------- | ----------- | ----------- | ----------- | ------------------------------------------ |
| 2015                                                           | Rumour Mill (Rudimental feat. Anne-Marie e Will Heard)            | 67          | 68          | —           | —           | —           | —           | —           | —           | —           | —           | We the Generation                          |
| 2015                                                           | Alright with Me (Wretch 32 feat. Anne-Marie e PRGRSHN)            | —           | —           | —           | —           | —           | —           | —           | —           | —           | —           | /                                          |
| 2016                                                           | Catch 22 (Illy feat. Anne-Marie)                                  | —           | —           | —           | —           | —           | —           | —           | —           | —           | —           | Two Degrees                                |
| 2016                                                           | Rockabye (Clean Bandit feat. Sean Paul e Anne-Marie)              | 1           | 1           | 1           | 4           | 1           | 1           | 1           | 1           | 1           | 9           | What Is Love?                              |
| 2017                                                           | Remember I Told You (Nick Jonas feat. Anne-Marie e Mike Posner)   | 97          | 89          | —           | 96          | —           | —           | —           | 92          | —           | —           | /                                          |
| 2017                                                           | Besándote (Remix) (Piso 21 feat. Anne-Marie)                      | —           | —           | —           | —           | —           | —           | —           | —           | —           | —           | /                                          |
| 2018                                                           | Let Me Live (Rudimental e Major Lazer feat. Anne-Marie e Mr Eazi) | 42          | 77          | —           | —           | —           | 43          | —           | —           | 99          | —           | Toast to Our Differences                   |
| 2018                                                           | Don't Leave Me Alone (David Guetta feat. Anne-Marie)              | 18          | 43          | 26          | 66          | 32          | 16          | 67          | 25          | 43          | 121         | 7                                          |
| 2019                                                           | Fuck, I'm Lonely (Lauv feat. Anne-Marie)                          | 32          | 19          | 48          | 70          | 80          | 15          | —           | 49          | 53          | 108         | 13 Reasons Why: Season 3 e How I'm Feeling |
| 2020                                                           | Come Over (Rudimental feat. Anne-Marie e Tion Wayne)              | 26          | —           | —           | —           | —           | —           | —           | —           | —           | —           | /                                          |
| 2022                                                           | Peaches (Diljit Dosanjh feat. Anne-Marie)                         | —           | —           | —           | —           | —           | —           | —           | —           | —           | —           | /                                          |
| "—" indica una pubblicazione non classificata in quel paese.a. |                                                                   |             |             |             |             |             |             |             |             |             |             |                                            |

### Singoli promozionali
| Anno                                                         | Titolo                                                          | Classifiche | Classifiche | Album di provenienza |
| Anno                                                         | Titolo                                                          | UK          | IRL         | Album di provenienza |
| ------------------------------------------------------------ | --------------------------------------------------------------- | ----------- | ----------- | -------------------- |
| 2020                                                         | Her                                                             | —           | —           | /                    |
| 2020                                                         | Problems                                                        | —           | —           | /                    |
| 2021                                                         | Everywhere (con Niall Horan come parte di BBC Children in Need) | 23          | 49          | /                    |
| 2023                                                         | Trainwreck                                                      | —           | —           | Unhealthy            |
| "—" indica una pubblicazione non classificata in quel paese. |                                                                 |             |             |                      |